# Ромашов, Андрей Павлович
Андре́й Па́влович Ромашо́в (20 августа 1926 или 26 августа 1926, Пермская область — 10 августа 1995, Пермь) — советский писатель, журналист, геолог. Член Союза писателей СССР (1966). Участник Великой Отечественной войны.

## Биография
Родился в деревне Шляпино Ильинского района Пермской области в крестьянской семье. Дед по матери — лесообъездчик в бывшем имении Строгановых.
В ноябре 1943 года в возрасте 18 лет ушёл на фронт. Награждён орденом Отечественной войны I степени (06.11.1985), пятью медалями.
В 1946-1951 — учёба на историко-филологический факультете Пермского университета. В годы учёбы трудился плотником, грузчиком, геологом, учителем.
Студентом приглашался в археологические партии по раскопке «чудских древностей» под руководством известного археолога Отто Бадера. Осенью 1951 безуспешно пытался поступить в аспирантуру в Институт русской литературы. Три года проработал учителем на маленьких станциях Забайкальской железной дороги.
Вернувшись на Урал, работал в газете «Лесник Прикамья», корреспондентом на радио и редактором литературных передач на Пермской телестудии. С 1975 года проживал в Екатеринбурге.
Скончался 10 августа 1995 года. Похоронен на Восточном кладбище Екатеринбурга.

## Творчество
Ромашов начинает печататься с 1954 года, но долгое время не находит широкой известности.
В раннем творчестве писателя выявляется сильнейшая историческая романтизация; в произведении «Лесные всадники» (1959) о культуре манси пробелы точных исторических сведений он заполняет мифом и легендой. Но романтический оттенок держится совсем недолго. Повести «Земля для всех» (1963) и «Первый снег» (1965) считаются переходными в творческой биографии автора.
В 1960-1980 Ромашов стремительно растет как художник-реалист, мыслитель и социолог.  В «Первом снегу» и последующей повести «Одолень-трава» (1974) им поднимается вопрос дихотомии революционного гуманизма, бессмысленности и беспринципности "узаконенного разлома", братоубийственной войны. В Пермской писательской организации «Одолень-трава» была названа "антисоветчиной", но всё-таки опубликовалась отдельным изданием благодаря поддержке Виктора Астафьева.
1966—Ромашова принимают в члены Союза писателей СССР.
В 1981 году в журнале «Урал» опубликована повесть «Диофантовы уравнения», которая считается вершиной творчества Ромашова. Рецензию на произведение составил Виктор Астафьев.
С 1980-х -- начало 1990-х творчество Ромашова претерпевает очередное изменение. Ключевой темой становится крестьянская Россия и её неяркие перспективы. Тревожные раздумья о будущем Ромашов передаёт через старообрядческую легенду, сохранившуюся в материалах к ненаписанной книге «Бог отдал Сатане кроткую, богобоязненную Русь, чтобы испытать ее: не отречется ли она от Бога?». Ромашовым создаётся первую часть задуманной трилогии «Осташа-скоморох» (1993), затрагивающая фольклорные образы и духовный потенциал крестьянства накануне Первой Мировой войны (от пасхи 1913 до Масленицы 1914). Жалкими представлены здесь городские социалисты, призывающие живущих своим крестьян на "борьбу с капиталом".

## Публикации
Основные произведения:
- Раннее утро: Повесть / Худож. В. И. Гусев. — Молотов: Кн. изд-во, 1957. — 119 с.: ил.
- Лесные всадники: Повесть / Худож. Ю. Лихачев. — Пермь: Кн. изд-во, 1959. — 83 с.: ил.
- Невеста: Рассказ. — Пермь: Кн. изд-во, 1959. — 20 с.
- Дорога к людям: Рассказы. — Пермь: Кн. изд-во, 1962. — 135 с.: ил.
- Золотой исток: Повесть / Худож. Ю. Лихачев. — Пермь: Кн. изд-во, 1962. — 80 с.: ил.
- Земля для всех: Повесть / Худож. Ю. Лихачев. — Пермь: Кн. изд-во, 1963. — 94 с.: ил.
- То же / Худож. В. Дьяченко. — Свердловск: Сред.-Урал. кн. изд-во, 1986. — 140 с.: ил.
- Первый снег: Повесть / Худож. В. Аверкиев. — Пермь: Кн. изд-во, 1965. — 123 с.: ил.
- Имени Серго Орджоникидзе: История Пермского химического завода. — Пермь: Кн. изд-во, 1966. — 158 с.: ил.
- Старая пашня; Земля для всех: Повести. — Пермь: Кн. изд-во, 1970. — 200 с.
- Кондратий Рус; Лесные всадники: Повести. — Пермь: Кн. изд-во, 1973. — 202 с. 30000 экз.
- Одолень-трава: Повесть. — Пермь: Кн. изд-во, 1974. — 133 с.: ил. 30000 экз.
- Диофантовы уравнения // Урал. — 1981. — № 4. То же. — Свердловск: Сред.-Урал. кн. изд-во, 1991. — 316 с.
- Повести / Худож. Н. Горбунов. — Пермь: Кн. изд-во, 1976. — 319 с.: ил. То же. — Пермь: Кн. изд-во, 1981. — 327 с.
- Повести: Одолень-трава; Первый снег. — Свердловск: Сред.-Урал. кн. изд-во, 1983. — 255 с.
- Земля для всех: исторические повести. — Свердловск, 1986. — 144 с.
- Одолень-трава: повести (Земля для всех; Одолень-трава; Первый снег; Диофантовы уравнения) / А. Ромашов; [Послесл. В. Лукьянина]. — Свердловск: Сред.-Урал. кн. издательство, 1991. 50000 экз. ISBN 5-7529-0367-X.
- Ярость: повесть // Урал. — 1995. — № 8.
- Осташа-скоморох: повесть. — Екатеринбург, 1997. — 200 с.
- Диофантовы уравнения: исторические повести. — Екатеринбург: Сократ, 2004. — 520 с. 5000 экз.